# Ljubica Rosić
Ljubica Rosić, serb. Љубица Росић (ur. 1944) – serbska polonistka, slawistka, tłumaczka literatury polskiej na język serbski i serbsko-chorwacki.

## Życiorys
W 1968 ukończyła filologię polską na Uniwersytecie w Belgradzie. Zadebiutowała jeszcze jako studentka, publikując tłumaczenie wiersza Zbigniewa Bieńkowskiego Warszawa. W latach 1971–1975 prowadziła zajęcia z języka serbsko-chorwackiego na Uniwersytecie Jagiellońskim w Krakowie. Po powrocie do Belgradu obroniła pracę magisterską dotyczącą dzieł Zygmunta Krasińskiego w recepcji Serbów i Chorwatów. Pracowała jako wykładowczyni na Wydziale Filologicznym Uniwersytetu w Prisztinie (1976–2003) i Uniwersytecie im. Adama Mickiewicza w Poznaniu (1991–1995). Stopień doktora otrzymała na podstawie dysertacji na temat recepcji eseistyki Czesława Miłosza w Jugosławii. W 2003 otrzymała tytuł docenta na Wydziale Filologicznym Uniwersytetu w Belgradzie oraz została trzecim z kolei dyrektorem belgradzkiej Katedry Polonistyki (po profesorach Đorđu Živanoviciu i Miroslavie Topliciu). Pełniła tę funkcję do emerytury w 2010.

## Tłumaczenia
Ljubica Rosić jest wielokrotnie nagradzaną popularyzatorką literatury polskiej w Serbii. Przełożyła na język serbski dzieła Władysława Tatarkiewicza, Marii Gołaszewskiej, Tadeusza Różewicza, Juliana Kornhausera, Andrzeja Kuśniewicza, Ryszarda Kapuścińskiego i Kazimierza Brandysa. Tłumaczyła również liczne utwory Czesława Miłosza, między innymi Rok myśliwego (2002), Dolinę Issy (2013), Wierszę ostatnie (2013), Zdobycie władzy (2013), Abecadło (2014) i Góry Parnasu (2016). W 2001 została uhonorowana nagrodą im. Miloša M. Đuricia przyznawaną w Serbii za wybitne osiągnięcia na polu przekładu artystycznego za tłumaczenie książkowego wydania „Dekalogu” Krzysztofa Kieślowskiego i Krzysztofa Piesiewicza. 6 listopada 2002 otrzymała Nagrodę Literacką Stowarzyszenia Autorów ZAiKS dla tłumaczy za całokształt pracy translatorskiej.

## Wybrane tłumaczenia
- Bronisław Geremek. Istorija siromaštva: beda i milosrđe u Evropi. Beograd: Karpos Loznica, 2018. ISBN 978-86-6435-097-6.
- Aleksander Fiut. U vlasti privida. Beograd: Albatros plus, 2017. ISBN 978-86-6081-258-4.
- Aleksander Fiut. Ni Zapad ni Istok. Beograd: Izdavačko preduzeće Albatros Plus, 2011. ISBN 978-86-6081-057-3.
- Ryszard Kapuściński. Car. Beograd: Paideia, 2001. ISBN 978-86-7448-470-8.
- Kazimierz Brandys. Umetnost konverzacije. Beograd: Paideia, 1998. ISBN 682499339.
- Hanna Ożogowska. Malo sutra. Beograd: Nolit, 1990.  ISBN 86-19-01791-8.
- Ryszard Kapuściński. Šahinšah. Beograd: Književne novine, 1987. ISBN 86-391-0007-1.